# Громов, Кирилл Яковлевич
Кирилл Яковлевич Громов (8 июня 1927 — 11 августа 2011) — советский и российский физик-ядерщик. Доктор физико-математических наук, профессор. Работал в Объединённом институте ядерных исследований (главный научный сотрудник, заместитель директора ЛЯП ОИЯИ) в городе Дубна (Московская область). Создал дубненскую школу ядерно-спектроскопических исследований.
В 1994 году — кандидат в члены-корреспонденты РАН (Вестник Российской Академии наук, 1994, том 64, № 1, с. 84).
В годы Великой Отечественной войны пережил блокаду Ленинграда.

## Биография
Из коренных ленинградцев. Семья жила по адресу набережная реки Фонтанки, д.20 (Дом Вадковской — Дом А. Н. Голицына), кв.16
В годы войны жил, учился и работал в Ленинграде.
Награждён медалью «За оборону Ленинграда» (серия и № удостоверения АИ-68355). Из характеристики награждённого монтёра конторы технического снабжения УЛГТ6 «Учился в школе, участвовал в группе Самозащиты дома. Хороший производственник, перевыполняет норму». Медаль вручена 30 мая 1944 года.
После окончания школы поступил на физфак Ленинградского университета. Ученик Б. С. Джелепова, под его руководством защитил кандидатскую диссертацию.
Аспирантом выдвинул смелое и неочевидное предложение — нарабатывать для спектроскопических исследований нейтронодефицитные ядра на пучках мощнейшего в то время в мире синхроциклотрона Лаборатории ядерных проблем. Уже первые облучения мишеней позволили получить широкий спектр высокоактивных радиоизотопов.
После защиты в 1959 году переехал из Ленинграда в подмосковную Дубну. В Объединённом институте ядерных исследований создавал отдел ядерно-спектроскопических исследований и в 1960 году возглавил его.
Под его руководством и при активном участии открыты и исследованы сотни радионуклидов, в том числе более неизвестные.

## Научные труды
- Исследование спектров конверсионных электронов изотопов эрбия и гольмия с Т'½≤18 ксек. Р-1509 [Текст] / Объедин. ин-т ядерных исследования. Лаборатория ядерных проблем ; А. А. Абдумаликов, А. А. Абдуразаков, К. Я. Громов и др. — Дубна : [б. и.], 1964.
- Спектры конверсионных электронов изотопов Ce¹³³ и Ce¹³² [Текст] / А. А. Абдумаликов, А. А. Абдуразаков, К. Я. Громов, Н. А. Лебедев. — [Дубна] : [б. и.], [1965]. — 6 с.
- Возбужденные состояния деформированных ядер с 93, 95 и 97 нейтронами [Текст] / А. А. Абдумаликов, А. А. Абдуразаков, К. Я. Громов и др. — [Дубна] : [б. и.], [1969]. — 4 т.
- Ядерная спектроскопия и вопросы структуры атомных ядер : Тексты лекций / К. Я. Громов, Ю. С. Лютостанский. — М. : МИФИ, 1983. — 53 с.
- О распаде ¹⁵⁹Ho [Текст] / К. Я. Громов, Ф. Н. Мухтасимов. — [Дубна] : [б. и.], [обл. 1965, вып. дан. 1966]. — 12 с.; 21 см. — (Издания/ Объедин. ин-т ядерных исследований. Лаборатория ядерных проблем; Р-2497).
- К вопросу о количественном анализе результатов экспериментов по совпадениям ядерных излучений / К. Я. Громов, В. И. Фоминых. — Дубна : ОИЯИ, 1997. — 15 с.; 22 см. — (Препринт. Объед. ин-т ядер. исслед.; Р6-97-114)
- Спектр конверсионных электронов изотопа Ho¹⁵⁸. Р6-3241 [Текст] / К. Я. Громов, Ф. Н. Мухтасимов. — [Дубна] : [б. и.], [1967]. — 8 с. : схем.; 22 см. — (Издания/ Объедин. ин-т ядерных исследований. Лаборатория ядерных проблем; Р6-3241).
- Об изотопах ¹⁵⁶Er и ¹⁵⁷Ho [Текст] : Образование ¹⁶²Ho в реакции Ta+p (660 МЭВ) / К. Я. Громов, Ф. Н. Мухтасимов. — [Дубна] : [б. и.], [1965]. — 6 с.; 21 см. — (Издания/ Объедин. ин-т ядерных исследований. Лаборатория ядерных проблем; Р-2275).
- Метод усиления изображений слабых линий конверсионных электронов, полученных при помощи β-спектрографа. Р-2276 [Текст] / К. Я. Громов, Ф. Н. Мухтасимов, Г. Я. Умаров. — [Дубна] : [б. и.], [1965]. — 7 с. : граф.; 21 см. — (Издания/ Объедин. ин-т ядерных исследований. Лаборатория ядерных проблем; Р-2276).
- Замечания к распаду ¹⁶⁷Lu⁻¹⁶⁷Yb [Текст]. — Дубна : [б. и.], 1977. — 14 с. : ил.; 21 см. — (Объединённый институт ядерных исследований. Издания; Р6-10486).
- Неадиабатические эффекты электромагнитных переходов в ядре %164Er / К. Я. Громов, Т. А. Исламов, П. Н. Усманов. — Дубна : ОИЯИ, 1987. — 10 с. : ил.; 22 см. — (Р6-87-787).
- Громов К. Я., Деметер И., Наджаков Э. Γ-γ угловые корреляции при распаде Pr¹³⁸→Ce¹³⁸. — Дубна : Б. и., 1965. — 10 с. : черт. ; 22 см. — (Объединённый институт ядерных исследований. [Издания] / Лаборатория ядерных проблем ; Р-2040). — Библиогр.: с. 5
- Желев Ж. Т., Калинников В. Г., Громов К. Я., Кирилл Яковлевич Позитроны при распаде Gd¹⁴⁷. — Дубна : Б. и., 1965. — 11 с. : черт. ; 22 см. — (Объединённый институт ядерных исследований. [Издания] / Лаборатория ядерных проблем ; Р-2167). — Библиогр.: с. 6
- Бутцев В. С., Громов К. Я., Калинников В. Г. Возбужденные квазипротонные состояния в магическом ядре ¹⁴¹₅₉Pr ₈₂. — [Дубна : Б. и., 1972]. — 22 с. : черт. ; 21 см. — ([Объединённый институт ядерных исследований]. [Издания] / [Лаб. ядерных проблем] ; Р6-6519). — Список лит.: с. 20-22 (33 назв.)
- Громов К. Я., Лобашов В. М., Пекер Л. К., Соловьев В. Г., Листенгартен М. А., Золотавин А. В. Борис Сергеевич Джелепов (К шестидесятилетию со дня рождения). — УФН, 104:2 (1971), 341—342; Phys. Usp., 14:3 (1971), 377—378.

## Награды
- Медаль «За оборону Ленинграда»  (13.04.1944)[6]
- Орден Почета (25 сентября 2000) — «За заслуги перед государством, многолетний добросовестный труд и большой вклад в укрепление дружбы и сотрудничества между народами»